# Berisades
Berisades (en grec antic Bερισαδης) fou rei dels odrisis de Tràcia que a la mort del seu pare el rei Cotis I (358 aC) va heretar els seus dominis conjuntament amb els seus germans Amadocos i Cersobleptes I. Va regnar poc temps i ja era mort el 352 aC. En aquest any Cersobleptes va declarar la guerra als fills de Berisades.